# Junior-VM i orientering 2016
Junior-VM i orientering 2016 bliver den 27. udgave af juniorverdensmesterskabet i orientering. Det afholdes i Schweiz.